# 마르코 폴로
마르코 폴로(이탈리아어: Marco Polo 마르코 폴로[*](문화어: 마르꼬 뽈로), 1254년경~1324년 1월 8일)는 13세기 이탈리아 베네치아 공화국 시대의 상인 겸 탐험가로, 17세 무렵 시절(1271년)에 고향을 떠나 아시아를 탐험하고, 1292년에 향리로 돌아왔다.
마르코 폴로는 1254년경, 이탈리아의 상업 도시 국가 베네치아 공화국에서 무역상의 아들로 출생하였다. 그의 아버지 니콜로 폴로는 앞서 언급한 것처럼 베네치아의 전직 무역상 출신이었는데, 아직 마르코 폴로가 출생하기도 수너댓달 남짓 전에 실크 로드 원정을 떠나서 5년 훗날 1259년 콘스탄티노플에 도착하였으며, 마르코 폴로의 삼촌인 마페오 폴로와 1260년 콘스탄티노플을 출발하여 킵차크와 부하라를 거쳐, 쿠빌라이 세첸 칸(원 세조)의 중통 시대의 조정에 머무른 뒤 1269년 베네치아로 돌아왔다. 그 와중에 아버지를 아직 한 차례도 목도치 못한 어린 시절의 마르코 폴로는, 1261년 조부 상(할아버지 장례)을 치렀고, 1268년 계조모 상(새할머니 장례)을 치렀으며, 그 후 1269년 당시 15세였던 마르코 폴로는 아버지 니콜로 폴로(당시 39세)와 이복 숙부 마페오 폴로(당시 17세)를 베네치아에서 처음으로 함께 상봉하게 되었다. 그 후 1271년 당시 17살 된 마르코 폴로는 아버지 니콜로 폴로(당시 41세)와 숙부 마페오 폴로(당시 19세)를 비롯한 이 둘과 함께 모두 다시 본격적으로 중국(원나라)을 향해 여행을 떠난다. 그 후 1275년 11월 당시에서부터 1292년 2월 당시까지 마르코 폴로는 칙사(勅使)를 비롯한 하급 관리(下級 官吏)로서 원나라를 위해 일하면서, 17년 동안 원(중국)의 여러 도시와 수수 지역의 유람과 유랑과 원정을 비롯하여 제정 시대의 몽골(몽고)·바간 시대의 미얀마(버마)·천조 시대의 베트남(월남)까지 다녀왔다. 그 후 1292년 고향(베네치아)으로 돌아왔으며, 그 후 1293년 제노바 공화국과의 해전에서 참전할 당시부터 가리 함대에 민간 종군원으로 예속되어 출전하였지만, 1294년 전쟁에서 패하여 포로가 되었다. 그러나 결국 1295년에 전쟁 포로 감옥소의 화재로 말미암아 제노바 공화국의 수도 제노바를 재탈출하여 고향으로 재귀환을 하게 되었다. 그 와중에 그의 아버지 니콜로 폴로는 고향 베네치아에서 이미 1294년에 병으로 하세하였다. 마르코 폴로 그는 제노바 전쟁 포로 시절 1년간 감옥 생활을 하면서, 수감 시절엔 아시아 국가 거류 시절의 재미있는 이야기를 동료들에게 구술로써 들려 주었는데, 이때 작가 루스티치아노(이탈리아어: Rusticiano, 루스티켈로 다 피사)가 그의 해박한 발언 및 구술 관련 여행담 등을 기록한 것이 바로 《동방견문록》이다.
1295년에 고향(베네치아)으로 재귀환을 한 그는, 이듬해 1296년에 19년 연하의 베로나(이탈리아어: Verona)의 토박이 출신의 도나타 바도에르(이탈리아어: Donata Badoer, 1273~1354)와 결혼을 하여, 1297년에 첫째딸 판티나 폴로(이탈리아어: Fantina Polo, 1297~1368)를, 1299년에 둘째딸 벨렐라 폴로(이탈리아어: Bellela Polo, 1299~1358)를 1301년에 막내딸 모레타 폴로(이탈리아어: Moretta Polo, 1301~1316)를 득녀하였고, 만55세 시절이던 1309년에는, 두 살 많은 친가 막내 배다른 숙부 마페오 폴로(이탈리아어: Maffeo Polo, 1252~1309)가 일평생토록 결혼도 하지 아니함과 함께 자녀도 없이 만57세의 미혼 독신으로 병사하였으며, 그로부터 7년 후 1316년에 막내딸(모레타 폴로)이 만15세로 갑자기 병사하는 슬픔 또한 겪었었다. 약8년 남짓 후, 마르코 그도 1324년 1월 8일, 베네치아 공화국의 수도 베네치아에서 하세(향년 69세 남짓)한 후 베네치아 산 로렌초 성당(북위 45° 15′ 41″ 동경 12° 12′ 15″ / 북위 45.2613°  동경 12.2043° )에 안장(매장)되었다.

## 동방견문록

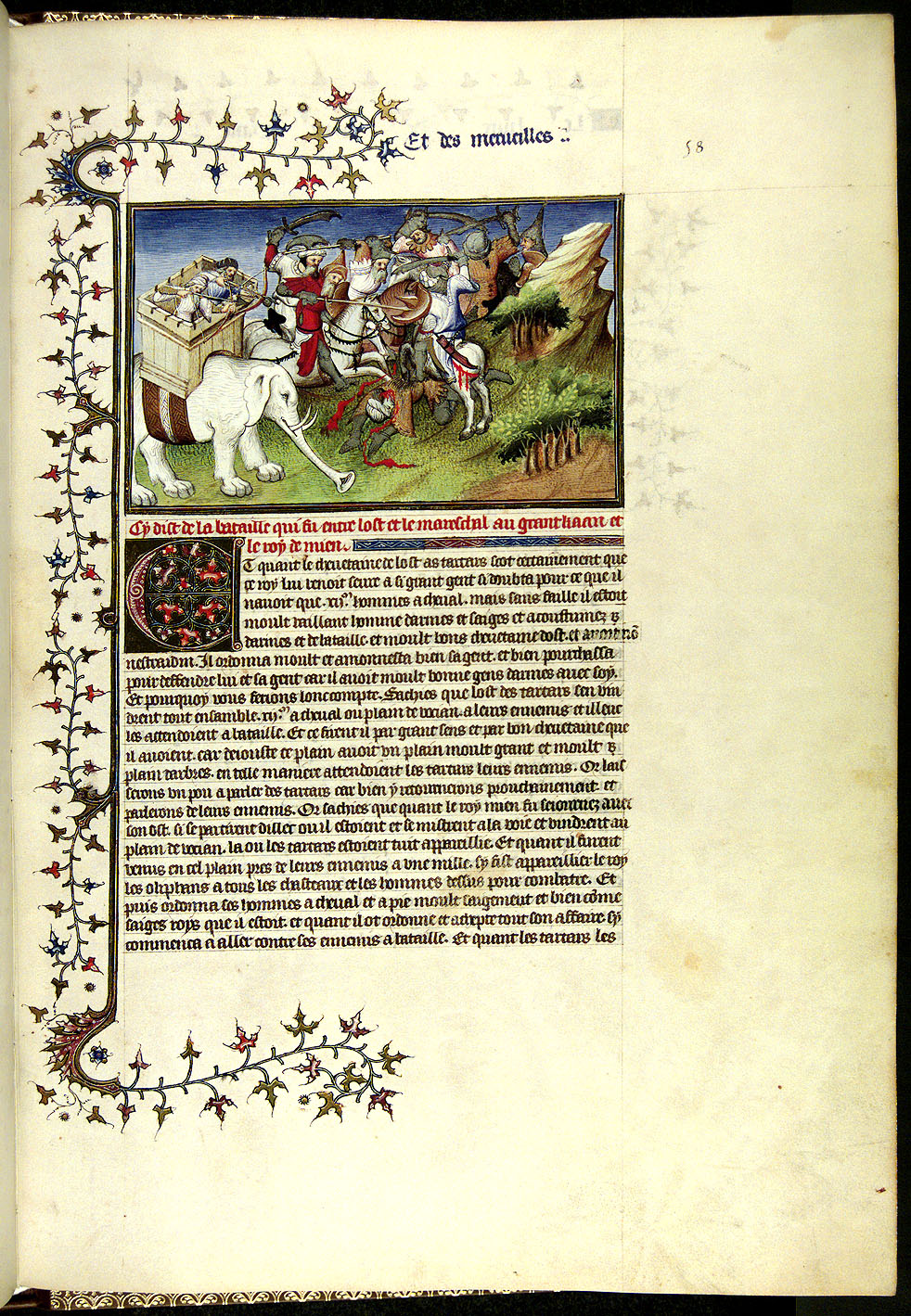
《동방견문록》의 한 페이지

《동방견문록》은 마르코 폴로가 여행한 지역의 방위와 거리, 주민의 언어, 종교, 산물, 동물과 식물 등을 하나씩 서술한 이야기 책의 성격을 갖고 있다. 마르코 폴로는 이 책의 작가가 아니며, 그와 함께 수감생활을 했던 이가 이야기를 듣고 펴낸 책이다. 그래서 이 책은 1인칭이 아니라 '마르코 폴로는..."와 같은 3인칭 형태로 서술되어 있다. 또 저작권에 대한 개념이 없던 시대이므로 최초 출간 이후에 여러 언어로 수많은 판본이 만들어져서 원본이 어떻게 변형되었는지 추적하기도 어렵다. 즉 마르코 폴로 본인이 언급한 내용과 타인이 덧붙인 내용이 어디인지 명확히 구분할 수는 없다.
내용의 진정성에 대한 의심도 있다. 예를 들면, 중국의 문화인 한자(漢字), 차(茶)에 대한 언급도, 전족(纏足)에 대한 비평도 없다는 게 이상하다는 것이다. 또한 칼리프가 바그다드의 기독교인을 학살하려고 했다면서 이슬람교가 마치 다른 종교를 탄압한 종교라고 비판했다.
일본에 대한 언급을 문제 삼은 사람들이 있다. 동방견문록은 “지팡구”는 황금으로 가득한 땅이라고 기술하였다. 하지만 마르코 폴로는 이 책에서 본인이 일본에 직접 가서 본 것이 아니라 황제의 명을 받아 일본에 파견되었다가 패배하고 돌아온 원나라 함대의 이야기를 들었을 뿐이라고 분명히 말한 바 있으므로, 일본의 황금에 대한 과장을 마르코 폴로의 책임이라 묻기는 어렵다. 한편 그는 원나라 함대가 태풍으로 인해 일본 원정에 실패하고 돌아온 과정을 상당히 상세하게 묘사했다.
동방견문록은 편견과 허구도 섞여있다는 점에서도 비평을 받았다. 일부 호사가들은 마르코 폴로가 실제로는 동방을 여행한 적이 없으며, 누군가로부터 들은 이야기를 모았거나 스스로 지어낸 이야기라고 추정하기도 했다. 그런 의심의 근거는 다음과 같다.
1. 만리장성, 중국의 기술이나 관습 등에 대한 언급이 없거나 미흡한 점.[2]
2. 동방견문록에는 마르코가 쿠빌라이 칸을 알현했고, 황제의 칙사를 지냈다고 하나 중국 문헌에는 그에 대한 언급이 없다는 점.
3. 동방견문록에 언급되어 있는 마르코의 여행 경로는 실제 추적이 불가능하다는 점.[3]
4. 기행 중에 자기 자신의 감정이 전혀 서술되지 않았다는 점.[4]
5. 여행 중 마르코 본인에 대한 언급이 거의 존재하지 않는다는 점.[5]
6. 본인의 기행문이라고 보기엔 내용 구성이 어색하다는 점.[6]

이런 허술한 비판들은 지금에서야 지나와서는 차라리 거의 다 반박된 상태이기도 하다. 현재는 마르코 폴로의 동방 여행 자체는 분명한 사실이며, 일부 과장된 어느 몇수수 부분들은 마르코 폴로가 일부 특정 지역에 대해 자신의 바람이나 입소문을 함께 서술했거나 혹은 다 피사와 같은 타인에 의해서, 순전히 베네치아의 무역업 상인 출신의 폴로의 견문을 위한 여행 관련 내용에 오히려 또다른 내용이 덧붙여졌기 때문이라는 것이 정설이다. 마르코 폴로가 최소한 원(중국)을 포함한 동방 지역을 여행했다는 점에 대해서는 사실이라고 보는 의견이 대다수이기도 하다. 부정할 만한 명백한 근거가 나온 적도 없다.

## 관련 작품

### TV 드라마
- 《호조 도키무네》 (2001년, NHK 대하드라마) - 다리오 포니시
- 《마르코 폴로》 (2014년, 넷플릭스, 시즌1기 - 10부작)

## 같이 보기
- 야코브 단코나(Jacob d'Ancona) - 마르코 폴로보다 먼저 중국에 왔다는 이탈리아의 유태계 상인
- 마테오 리치
- 프란치스코 하비에르